# 페리에

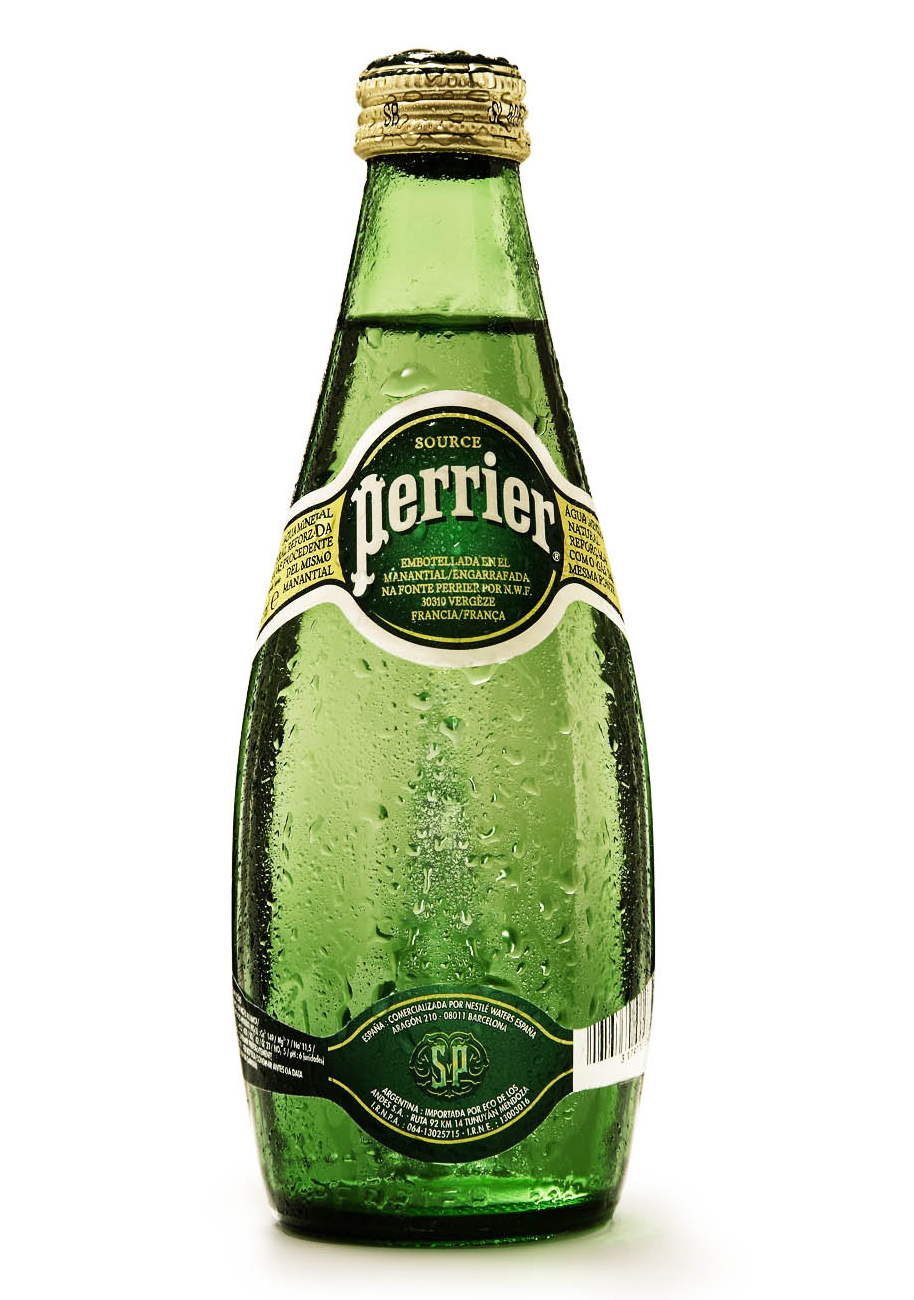
페리에 병 (330ml)

페리에(Perrier)는 프랑스의 자연 광천수로 된 생수 브랜드이다. 프랑스 가르주 베르제즈 (Vergèze) 마을을 수원지로 삼고 있다. 페리에는 자연 탄산수라는 점과 탄산 함유량이 높다는 점, 그리고 특유의 초록색 병 디자인으로 널리 알려져 있다.
예전에는 프랑스의 '페리에 비텔 그룹' (Perrier Vittel Group SA)이라는 곳에서 생산하였으나 1992년 네슬레 사가 인수한 뒤로는 네슬레 워터 프랑스 사가 생산하고 있다. 네슬레 워터 프랑스는 비텔, 산 펠레그리노, 콩트렉스 등의 브랜드를 생산하는 것으로도 유명하다.

## 상세
페리에가 생산되는 수원지의 물은 자연 탄산수이다. 처음에는 물과 자연 탄산가스 모두 각각 따로 추출한다. 물을 정수한 뒤 병에 채우는 과정에서 탄산가스를 다시 그대로 첨가한다. 이 때문에 페리에 병에 담긴 탄산의 농도는 베르제즈 마을 수원지의 탄산 농도와 같은 수준으로 되어 있다.
페리에 병은 그 특유의 '눈물방울' 모양을 하고 있으며 뚜렷한 녹색을 띈다. 한국에서는 330ml 병만 주로 수입되지만, 유럽에서는 750ml, 330ml, 200ml 병은 물론 330ml 캔으로도 판매하고 있다. 유럽 이외의 시장에서는 250ml짜리 캔 제품도 찾아볼 수 있다. 페리에는 보통맛, 레몬맛, 라임맛 등으로 나뉘어 판매된다. 2007년 미국에서는 시트론 레몬라임과 팡플무스 로스 (핑크 그레이프프루트)맛을 출시하기도 했다. 2015년에는 그린애플맛이 프랑스와 미국에 출시됐으며 2016년에는 프랑스에서 민트맛을 처음 선보였다.

## 같이 보기
- 트레비 (음료) - 한국의 탄산수 브랜드 (롯데)